# Phil-Mar van Rensburg
Phil-Mar van Rensburg (* 23. Juni 1989 in Nelspruit) ist ein südafrikanischer Leichtathlet, der sich auf den Speerwurf spezialisiert hat. Seinen größten Erfolg feierte er mit dem Gewinn der Goldmedaille bei den Afrikameisterschaften 2016.

## Sportliche Laufbahn
Erste internationale Erfahrungen sammelte Phil-Mar van Rensburg bei den Afrikaspielen 2015 in Brazzaville, bei denen er mit einer Weite von 76,85 m die Bronzemedaille hinter dem Ägypter Ihab Abdelrahman und John Ampomah aus Ghana gewann. Im Jahr darauf gewann er bei den Afrikameisterschaften im heimischen Durban mit 76,04 m die Goldmedaille. 2018 nahm er erstmals an den Commonwealth Games im australischen Gold Coast teil und belegte dort mit 79,83 m den vierten Platz. Im August gewann er bei den Afrikameisterschaften in Asaba mit 76,57 m die Silbermedaille hinter dem Kenianer Julius Yego und im September wurde er beim IAAF Continentalcup in Ostrava mit 76,23 m Siebter. 2022 gewann er dann bei den Afrikameisterschaften in Port Louis mit 74,10 m die Bronzemedaille hinter Yego und dem Ägypter Abdelrahman.
In den Jahren 2016 bis 2018 wurde van Rensburg jedes Jahr südafrikanischer Meister im Speerwurf. Er ist Absolvent für Wirtschaft und Internationalen Handel an der Nordwest-Universität in Potchefstroom.